# Костино (Башкортостан)
Ко́стино (баш. Костин) — деревня в Янаульском районе Республики Башкортостан Российской Федерации. Входит в состав Первомайского сельсовета.

## География

### Географическое положение
Находится на реке Шудэк. Расстояние до:
- районного центра (Янаул): 12 км,
- центра сельсовета (Сусады-Эбалак): 2 км,
- ближайшей ж/д станции (Янаул): 12 км.

## История
Основана башкирами Уранской волости Осинской дороги на собственных землях под названием Кустяй, известна с 1738 года, когда правительственные войска обнаружили повстанцев, глава которых был родом из этой деревни. Деревня была сожжена, а позднее восстановлена обосновавшимися здесь по договору о припуске ясачными татарами, в 1748 году их насчитывалось 43 души мужского пола. В 1795 году проживало 82 человека (48 мужчин и 34 женщины). В 1816 году — 44 мужчины и 40 женщин, в 1834-м — 104 человека (53 мужчины и 51 женщина) в 23 дворах.
В 1842 году на 17 дворов приходилось 43 лошади, 42 коровы, 87 овец, 35 коз, 250 десятин пашни и 11 ульев пчёл; имелась мельница. По X ревизии 1858 года — 56 мужчин и 61 женщина.
В 1870 году — деревня Костина 3-го стана Бирского уезда Уфимской губернии, 29 дворов и 119 жителей (60 мужчин и 59 женщин), все тептяри. Жители, кроме сельского хозяйства, занимались лесным промыслом; имелась мечеть.
В 1896 году в деревне Байгузинской волости IV стана Бирского уезда — 33 двора и 175 жителей (91 мужчина, 84 женщины). В 1906 году — 199 человек.
В 1920 году по официальным данным в деревне 45 дворов и 212 жителей (98 мужчин, 114 женщин), по данным подворного подсчета — 228 жителей в 43 хозяйствах, почти все татаро-тептяри.
В 1926 году деревня относилась к Янауловской волости Бирского кантона Башкирской АССР.
В 1939 году в деревне 239 жителей, в 1959 году — 290.
В 1982 году население — около 230 человек.
В 1989 году — 193 человека (96 мужчин, 97 женщин).
В 2002 году — 183 человека (88 мужчин, 95 женщины), башкиры (53 %) и татары (40 %).
В 2010 году — 158 человек (78 мужчин, 80 женщин).

## Население
| 2002 | 2009 | 2010 |
| ---- | ---- | ---- |
| 183  | ↘166 | ↘158 |

## Известные люди
Родина народного писателя Татарстана, лауреата Республиканской премии им. Габдуллы Тукая Нурихана Фаттаха (1928—2004).